# Zlatý glóbus za nejlepší seriál (komedie / muzikál)

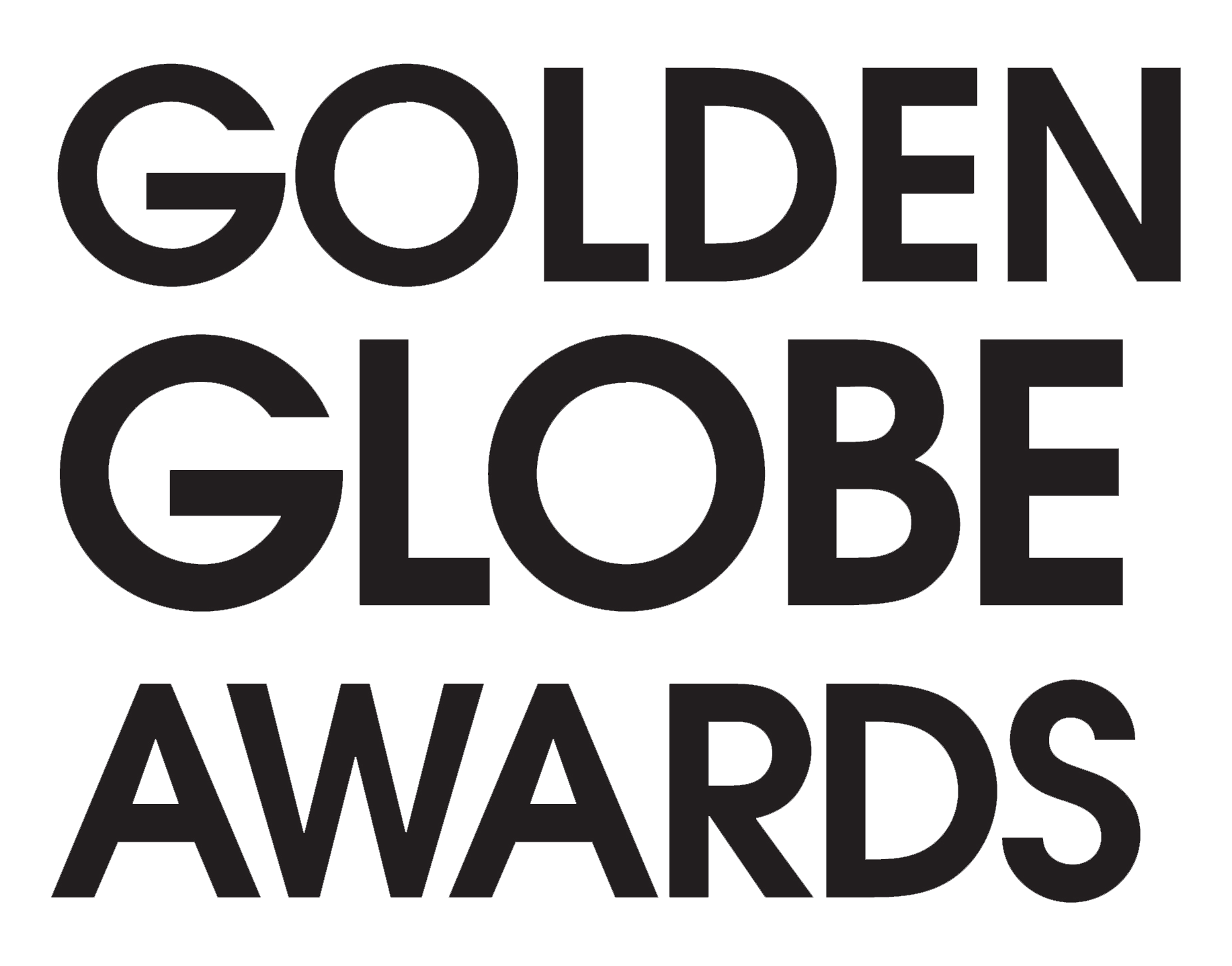
Logo Zlatých glóbusů

Zlatý glóbus za nejlepší seriál (komedie / muzikál) uděluje od roku 1969 Asociace zahraničních novinářů v Hollywoodu (angl. Hollywood Foreign Press Association) každoročně v lednu na ceremoniálu Zlatých glóbů.
Následující seznam obsahuje seriály pouze vítězné. Rok u názvu pořadu znamená rok, za který byl oceněn; nikoliv rok, kdy se konal slavnostní ceremoniál. Zahrnuty jsou i seriály a pořady oceněné nepravidelně před rokem 1969 a to v kategorii Nejlepší komediální seriál. Má-li pořad český distribuční název, je uveden pod ním.

## Vítězové

### 1962–1970
- 1962: Mr. Ed
- 1963: The Dick Van Dyke Show a The Danny Kaye Show
- 1969: The Carol Burnett Show
- 1970: The Carol Burnett Show

### 1971–1980
- 1971: All In the Family
- 1972: All In the Family
- 1973: All In the Family
- 1974: Rhoda
- 1975: Barney Miller
- 1976: Barney Miller
- 1977: All In the Family
- 1978: Taxi
- 1979: Alice a Taxi
- 1980: Taxi

### 1981–1990
- 1981: M*A*S*H
- 1982: Fame
- 1983: Fame
- 1984: Cosby Show
- 1985: The Golden Girls
- 1986: The Golden Girls
- 1987: The Golden Girls
- 1988: Báječná léta
- 1989: Murphy Brown
- 1990: Na zdraví

### 1991–2000
- 1991: Brooklyn Bridge
- 1992: Roseanne
- 1993: Show Jerryho Seinfelda
- 1994: Jsem do tebe blázen
- 1995: Cybill
- 1996: Takoví normální mimozemštané
- 1997: Ally McBealová
- 1998: Ally McBealová
- 1999: Sex ve městě
- 2000: Sex ve městě

### 2001–2010
- 2001: Sex ve městě
- 2002: Larry, kroť se
- 2003: Kancl
- 2004: Zoufalé manželky
- 2005: Zoufalé manželky
- 2006: Ošklivá Betty
- 2007: Komparz
- 2008: Studio 30 Rock
- 2009: Glee
- 2010: Glee

### 2011–2020
- 2011: Taková moderní rodinka
- 2012: Girls
- 2013: Brooklyn 99
- 2014: Transparent
- 2015: Mozart in the Jungle
- 2016: Atlanta
- 2017: Úžasná paní Maiselová
- 2018: Kominského metoda
- 2019: Potvora
- 2020: Městečko Schitt's Creek

### 2021–2030
- 2021: Stále v kurzu
- 2022: Základka Willarda Abbotta
- 2023: Medvěd